# Ezequiel Aguimcer
Ezequiel Aguimcer (Ensenada, Buenos Aires, Argentina, 7 de noviembre de 1979) es un futbolista argentino. Juega de lateral izquierdo y su equipo actual es Club Atlético Villa San Carlos de la Primera B.

## Clubes
| Club                   | País      | Año            |
| ---------------------- | --------- | -------------- |
| Dock Sud               | Argentina | 2000 - 2003    |
| Argentino de Quilmes   | Argentina | 2003           |
| San Martín de Burzaco  | Argentina | 2004 - 2006    |
| Dock Sud               | Argentina | 2006 - 2007    |
| La Plata               | Argentina | 2007           |
| Guillermo Brown        | Argentina | 2008           |
| Gimnasia de Entre Ríos | Argentina | 2008 - 2009    |
| Villa San Carlos       | Argentina | 2009 - 2012    |
| Boca Unidos            | Argentina | 2012           |
| Brown                  | Argentina | 2013 2014      |
| Villa San Carlos       | Argentina | 2015- presente |